# Heterophasia pulchella
Heterophasia pulchella là một loài chim trong họ Leiothrichidae.